# Cancer Minor
Cancer Minor, el petit cranc, és una antiga i difusa constel·lació creada per Petrus Plancius que apareix per primera vegada en 1.613, composta per estels febles de Bessons al costat de Càncer. Es va usar durant part del segle xvii, però ja estava en desús per al segle xviii.